# Harpalus illeticus
Harpalus illeticus är en skalbaggsart som beskrevs av Thomas Casey. Harpalus illeticus ingår i släktet Harpalus och familjen jordlöpare. Inga underarter finns listade i Catalogue of Life.